# 山東問題
山東問題（さんとうもんだい または しゃんとんもんだい、英語：The Shandong ProblemまたはShandong Question、簡体字中国語：山东问题、ピンイン：Sāndōng wèntí）は、ヴェルサイユ条約（ベルサイユ条約）第156条をめぐる論争。 1919年には山東半島の利権を扱った。

## 概要

### ドイツの山東半島租借
日清戦争後、列強は次々と清朝政府に圧力をかけて租借地を獲得、その中のドイツは山東半島南側の膠州湾（その湾頭の青島を含む）を租借した。ドイツもまた鉄道敷設権や鉱山採掘権などの権益を認められ、山東省を勢力圏としていった。20世紀に入り帝国主義諸国間の中国利権をめぐる衝突は、満州をめぐっては日露戦争となって爆発した。その間、列強が獲得していた利権に対して中国民衆の中から利権回収運動が始まり、その運動は次第に民族的な自覚を高め、ついに1911年の辛亥革命で清朝が倒れ、新たに中華民国が成立する。しかし、革命後の実権を握った袁世凱とその後継政権である軍閥政府は、国内の孫文などの第二革命を抑えようとしていたため外国資本の援助を受けてており、外国の要求に妥協し、問題を深刻にしていった。

### 第一次世界大戦
第一次世界大戦中（1914年～1918年）、中国は、1914年に日本が占領するまでドイツ帝国に属していた山東半島の膠州湾租借地を中国に返還することを条件に連合国を支援した。第一次世界大戦が始まると、ドイツの権益を奪う好機と考えた日本政府は、日英同盟を口実にドイツに宣戦布告して第一次世界大戦へ参戦、青島に上陸、占領した。翌1915年、日本政府は二十一カ条の要求を中国政府に突きつけ、ドイツ権益の全面的な継承を認めさせようとした。中国はドイツの保有地に対する日本による管理を認めるなど、日本の当初の二十一ヵ条の要求のうち13項目に渋々同意し、イギリスとフランスは日本がこれらの保有地を保持することを約束した。

### パリ講和会議
1915年と1918年に日本の条件に正式に合意したにもかかわらず、中国は1919年のパリ講和会議で、アメリカ大統領ウッドロウ・ウィルソンの強力な支援を受けて、ドイツの保有地の譲渡を非難した。 駐フランス中国大使顧維均は、キリスト教徒がエルサレムを譲歩するのと同様に、中国は中国最大の哲学者である孔子の生誕地である山東省を放棄することはできないと述べた。 彼は約束された山東省の返還を要求したが、無駄だった。イギリス、フランスは日本の大戦参戦の条件で中国大陸での利権拡大に反対しないという密約があったため、中国の要求を取り上げなかった。アメリカはすべての大国から孤立していることに気づき、日本、イギリス、フランスの要求に同意した。中国国民は最終的な条約の第156条に対する中国人民は激怒し、中国政府が売国的であると非難し、ウィルソンの約束が果たされなかったことに失望した。それは1919年5月4日のデモ、五・四運動として知られる文化運動につながった。 その結果、顧維均は条約への署名を拒否した。ヴェルサイユ条約第156 条は、膠州湾の領土および 1898年の清独条約によって取得された権利を中国に返還するのではなく、大日本帝国に譲渡するものだった。袁世凱政府がその大半を受諾したことから、中国民衆の中に激しい反発が起こり、さらに日中間の対立に他の帝国主義列強が関与して国際問題としての山東問題に発展していく。
中国がヴェルサイユ条約への署名を拒否したため、1921年にドイツとの別途の平和条約が必要となった。山東紛争は 1922年のワシントン海軍会議中にアメリカによって調停された。 中国の勝利により、山東省の日本の租借地は九カ国条約によって中国に返還された。 しかし、日本は鉄道と州全体の経済的優位性を維持した。

## その後
1927年から1928年にかけて中国統一を目指して進行中の蔣介石の率いる国民革命軍の北伐軍によってこの地域での支配が脅かされたとき、軍閥軍は次々と敗北したが、帝国主義諸国はそれぞれ軍隊を派遣して権益の保護にあたった。日本でも積極外交を掲げた田中義一内閣は、北伐に伴う混乱からの日本人居留民保護を名目に1927年5月以後、3度にわたる山東出兵を行った。1928年4月には国民革命軍との武力衝突（済南事件）が起こった。日本軍は1929年に撤兵したが、中国での反日感情はさらに強くなった。

## 山東問題の経緯
出典: 
- 1898年: ドイツが膠州湾を租借。山東省に権益を獲得した。アメリカは翌年、門戸開放宣言。
- 1914年: 第一次世界大戦。日本、ドイツに宣戦し、青島に出兵。
- 1915年: 青島攻略戦の処理として日本が二十一カ条の要求を提示、山東省ドイツ権益の継承その他の権益拡大を突きつける。中国の袁世凱政府がその大半を承認すると国民的な反対運動が起きる。一部は撤回され1915年の日華条約として締約。
- 1917年: 石井・ランシング協定。アメリカは日本の山東省権益を認め、日本はアメリカの門戸開放などの要求を認める。しかし、アメリカは次第に日本の中国大陸進出を警戒するようになる。
- 1919年: パリ講和会議開催。中国代表顧維均は、二十一カ条の要求の無効を訴える。しかし、イギリス、フランスは日本の大戦参戦の条件で中国大陸での利権拡大に反対しないという密約があったため、中国の要求を取り上げず。ヴェルサイユ条約でも日本の山東省権益継承が認められた。中国民衆が強く反発し、五・四運動が起こる。中国政府もそれにおされヴェルサイユ条約の調印を拒否した。
- 1921年: 1922年: ワシントン会議開催。国際協調の高まりの中、アメリカ大統領ハーディングの提唱で海軍軍縮と中国・太平洋での利害対立の調停がはかられる。
- 1922年: 九カ国条約締結。中国の主権尊重・機会均等が認められ、それに伴い石井・ランシング協定は破棄され、日本と中国間では「山東懸案解決に関する条約」が締結され、山東省権益の中国返還が決まった。また、中国は加わっていないが、太平洋に関する四カ国条約の成立に伴い日英同盟は破棄された。
- 1927年: 日本が山東出兵。
- 1928年: 国民党軍との武力衝突、済南事件発生。